# Santa Maria e São Miguel
Santa Maria e São Miguel is een plaats en freguesia in de Portugese gemeente Sintra en telt 9274 inwoners (2001).